# Galdino dos Santos

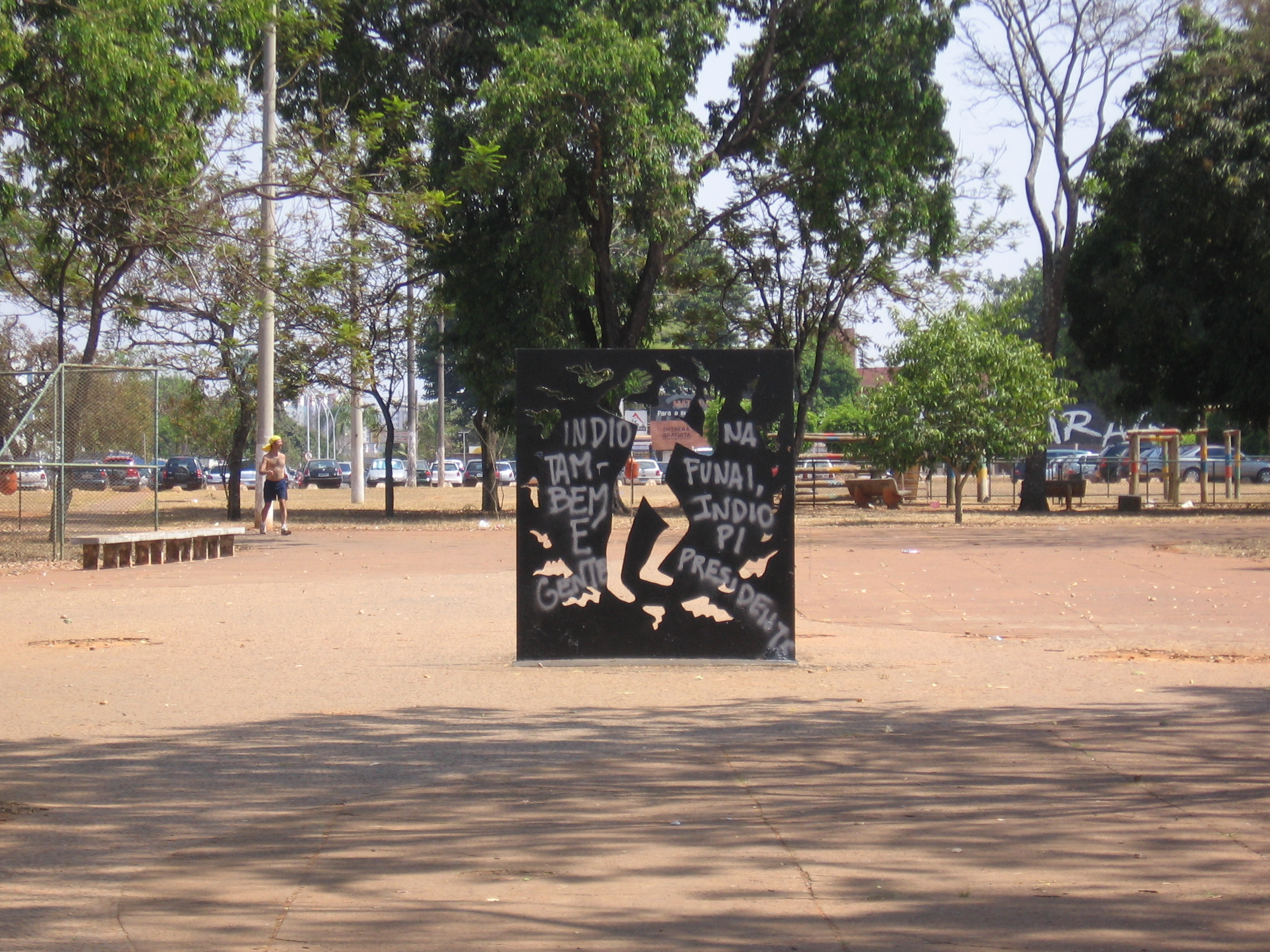
Escultura que representa a una persona en llamas, en la Plaza del Compromiso

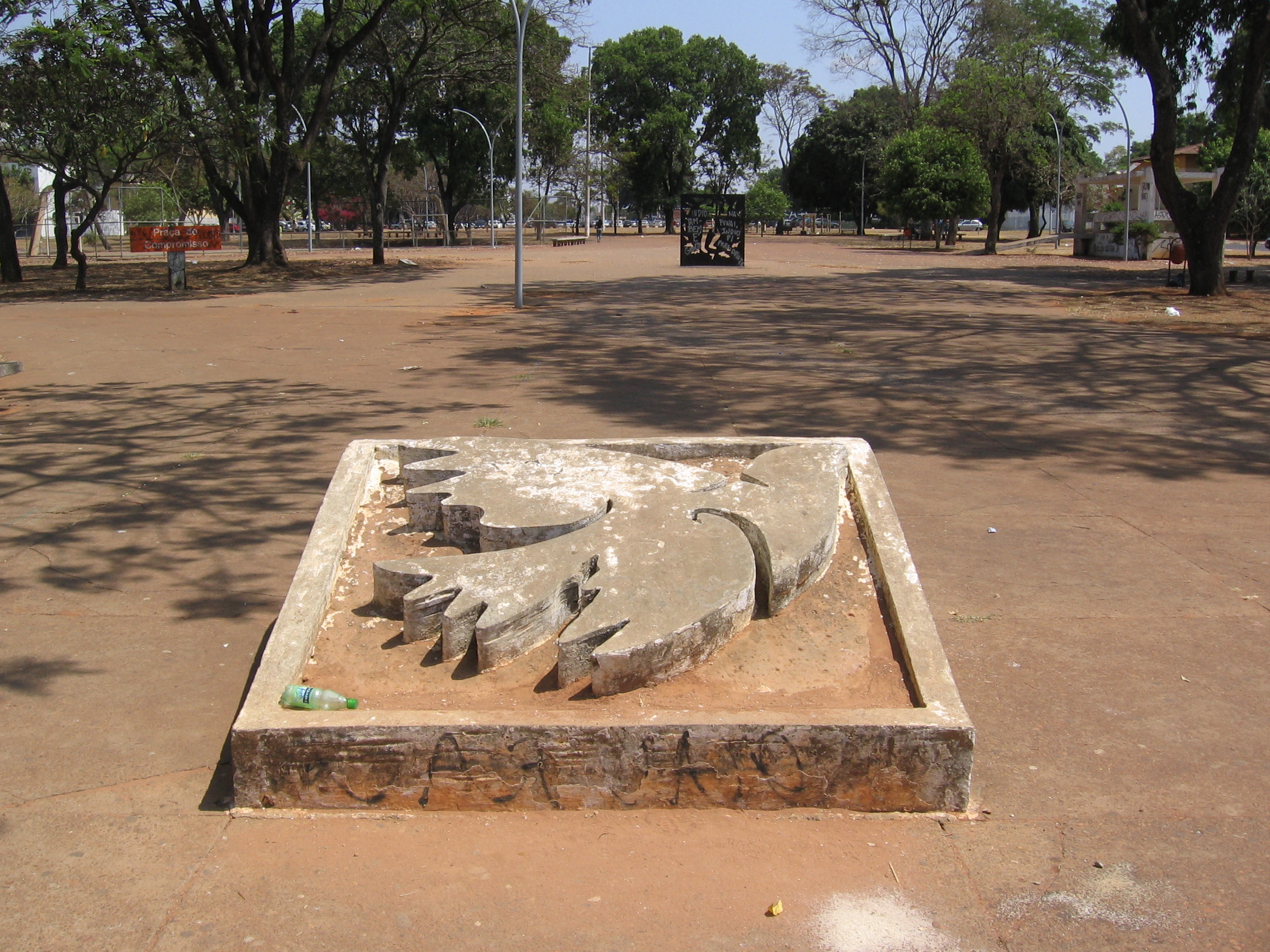
Escultura que representa a una paloma en la Plaza del Compromiso

Galdino Jesus dos Santos o Galdino Pataxó (1952, Bahía - 20 de abril de 1997, Brasilia) fue un líder indígena brasileño de la etnia Pataxós-hã-hã-hães que fue quemado vivo mientras dormía en una parada de ómnibus en Brasilia, después de participar en las manifestaciones del Día del Indio. El crimen fue cometido por cinco jóvenes de clase media alta de la misma ciudad.

## Motivo del viaje a Brasilia
Galdino, en ocasión de la conmemoración del Día del Indio en 1997 fue a Brasilia junto con otros siete líderes indígenas para presentar sus reclamos sobre la recuperación de la tierra indígena Caramuru-Paraguaçu en conflicto con agricultores. Participó de reuniones con el expresidente brasileñoFernando Henrique Cardoso y con otras autoridades, juntamente con representantes del Movimiento de los Trabajadores Rurales Sin Tierra. Como llegó tarde de las reuniones, no pudo entrar en la pensión donde se hospedaba y decidió dormir en la parada de ómnibus en la Quadra 704 Sul.

## El Crimen
En la madrugada del 20 de abril de 1997, el indio Pataxó Galdino Jesus dos Santos fue quemado vivo por cinco jóvenes de clase media alta y murió horas más tarde como resultado de las graves quemaduras. El crimen provocó protestas en todo el país.